# Есперанса (фільм)
«Есперанса» — радянсько-мексиканський художній фільм 1988 року, знятий на кіностудіях «Ленфільм» і «Imecine»

## Сюжет
Громадянська війна 1917 року вносить розлад у сім'ю дворян Ольховських. Глава сім'ї — лікар Олексій Ольховський — співчуває більшовикам, його дочка Тамара — комісар Червоної Армії, брат Анатолій — есер, молодший син Володимир з першою хвилею еміграції залишає Росію і волею доль залишається в Мексиці назавжди.

## У ролях
- Дмитро Харатьян —  Володимир Ольховський
- Григорій Острін —  Володимир Ольховський в старості
- Ернст Романов —  Олексій Ольховський
- Любов Віролайнен —  Валентина Ольховська
- Тимофій Співак —  Анатоль Ольховський
- Віра Глаголєва —  Тамара Ольховська
- Надія Смирнова —  Аннушка
- Микита Михайловський —  Микола
- Борис Токарев —  Мішель
- Леонід Куравльов —  Степан Борщов
- Лев Дуров —  професор Корзухін
- Делія Касанова —  Каталіна
- Сесілія Тіхеріно —  Каталіна в старості
- Лев Лемке —  Лев Троцький
- Тетяна Журавльова —  Наталія Сєдова
- Клаудіо Брук —  доктор Грін
- Хосе Карлос Руїс —  генерал
- Хоакін Гаррідо —  поет
- Сесар Собревалос —  інженер Лопес

## Знімальна група
- Автор сценарію:  Валентин Єжов, Серхіо Ольхович
- Режисер: Серхіо Ольхович
- Оператор:  Анатолій Мукасей
- Художник:  Борис Бурмістров, Фернандо Рамірес, Габріела Роблес
- Композитор:  Ісаак Шварц
- Звукооператор: Даніель Гарсіа, Геннадій Корховий, Галина Лукіна
- Спецефекти: Серхіо Хара
- Продюсер: Ектор Лопес